# كيث غرينغر
كيث غرينغر (بالإنجليزية: Keith Granger)‏ هو لاعب كرة قدم بريطاني، ولد في 5 أكتوبر 1968 في ساوثهامبتون في المملكة المتحدة. لعب مع دارلينجتون إف سى ونادي ساوثهامبتون ونادي فارنبوروه.